# Nepal
Il Nepal (AFI: /neˈpal/; in nepalese नेपाल, Nepāl, ), ufficialmente Repubblica Federale Democratica del Nepal, è uno stato dell'Asia meridionale di 147516 km² con una popolazione di 30034989 abitanti, la cui capitale è Katmandu, confinante a nord con la Cina (Tibet) e a sud con l'India ed è uno Stato senza sbocco sul mare. Il territorio dello stato himalayano, compreso tra la pianura del Gange e la catena montuosa dell'Himalaya, è prevalentemente montuoso, presenta un dislivello notevole (da 80 a 8848 m dell'Everest, il punto più alto della Terra) ed è geograficamente parte del subcontinente indiano.
La capitale Katmandu, situata a circa 1350 m d'altitudine, ha una popolazione di 850000 abitanti nella zona urbana e circa 1500000 nell'intera area metropolitana comprendente diverse città e villaggi fra cui Lalitpur e Bhaktapur, estesa nella cosiddetta valle di Katmandu, corrispondente all'alto bacino del fiume Bagmati; la città di Pokhara invece, situata nella regione centrale ai piedi del massiccio dell'Annapurna, con i suoi 200000 abitanti (circa 30000 nell'area metropolitana) è il secondo agglomerato urbano nepalese e precede poche altre città che superano i 100000 abitanti (Dharan, Hetauda, Butawal, Biratnagar e Birganj).
A seguito del massacro della famiglia reale avvenuto nel 2001, nel paese iniziò una lenta transizione politica che portò, il 28 dicembre 2007, all'approvazione da parte del parlamento nepalese di un emendamento costituzionale che permetteva la transizione dalla monarchia alla Repubblica, avvenuta il 28 maggio 2008 mediante la votazione quasi unanime dell'Assemblea Costituente. Il primo ministro è Pushpa Kamal Dahal. La lingua ufficiale è il nepalese. Circa la metà della popolazione del paese vive con meno di 1,25 dollari statunitensi al giorno.

## Storia
(Giuseppe Tucci, Nepal: alla scoperta del regno dei Malla)

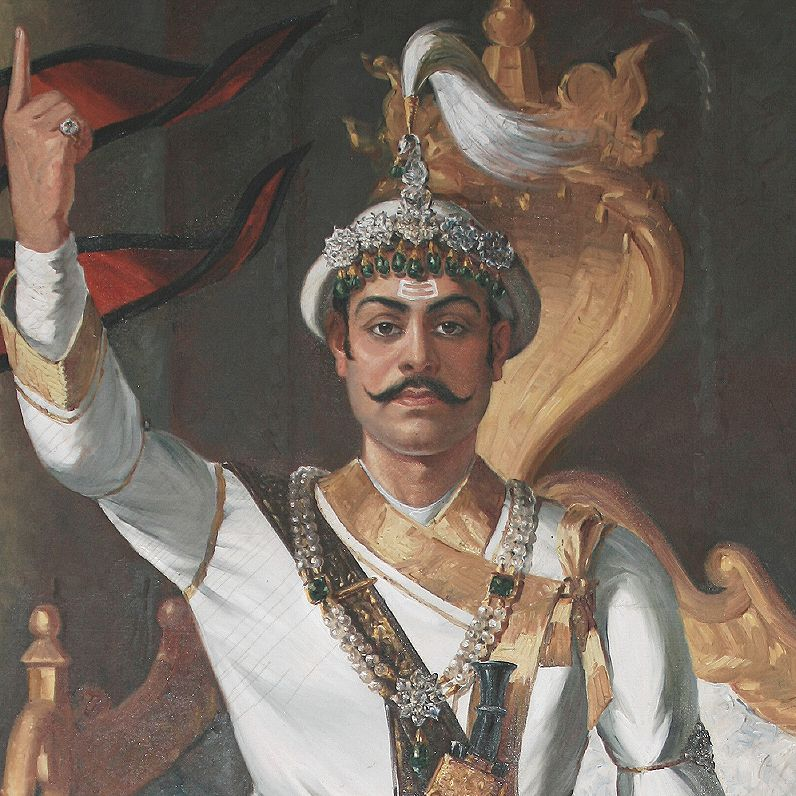
Prithvi Narayan Shah, fondatore del Nepal moderno.

La storia del Nepal si perde anticamente nel mito. I primi abitanti documentati della valle di Katmandu furono i Licchavi (VIII secolo a.C.), cui seguirono i Thakuri (IX-XII secolo d.C.) e i Malla (XIII-XVIII secolo).
L'unificazione del paese avvenne nel 1768 ad opera di Prithvi Narayan Shah, capostipite dell'ultima dinastia regnante. Nel corso del XIX secolo il Nepal si scontrò sia con la Cina sia con l'India britannica, riuscendo a conservare l'autonomia in cambio di tributi e cessioni territoriali. Nel 1846 il generale Jang Bahadur Rana ordì un colpo di Stato che permise alla propria famiglia di tenere le redini del governo nepalese per oltre un secolo, confinando la dinastia Shah ai margini della politica nazionale.
Negli anni compresi tra il 1947 ed il 1951 il movimento democratico rovesciò la famiglia Rana con il supporto dell'India, consentendo al re Tribhuvan il ritorno dall'esilio. A questi succedette il figlio Mahendra che nel 1962 bandì i partiti politici ed instaurò il sistema di governo dei panchayat ("consigli dei cinque").
Il successivo monarca, Birendra, proseguì la politica del padre vedendosi costretto dopo le proteste popolari (Jana Andolan, movimento popolare) del 1990 a concedere le elezioni.
Egli fu assassinato dal figlio Dipendra nel 2001 insieme ad altri membri della famiglia reale. In tale occasione Gyanendra, fratello minore di Birendra, fu tra i pochi sopravvissuti e salì al trono pochi giorni di seguito. Nel 2005 Gyanendra licenziò il governo ed assunse direttamente il potere esecutivo, cui rinunciò l'anno seguente per via di una nuova ondata di malcontento popolare (Loktantra Andolan, ossia movimento democratico). Da tali fatti scaturì la decisione di trattare con il movimento rivoluzionario di ispirazione maoista.
Una parte significativa del Nepal viene vinta dalla ribellione. I maoisti espellono i rappresentanti di partiti vicini al potere, espropriano i "capitalisti" locali e realizzano i propri progetti di sviluppo. Gestiscono anche le proprie prigioni e i propri tribunali. Oltre alle misure coercitive, la guerriglia sta rafforzando la sua presenza a causa della sua popolarità tra importanti settori della società nepalese, in particolare le donne, gli intoccabili e le minoranze etniche. In questo modo si elimina la discriminazione di casta, le donne ricevono pari diritti ereditari come gli uomini e i matrimoni forzati sono vietati. Inoltre, i maoisti forniscono assistenza sanitaria gratuita e partecipano a corsi di alfabetizzazione.
Dal 1996 al 2006, la guerra ha causato circa 13.000 morti. Secondo l'ONG Informal Sector Service Centre, l'85% delle uccisioni civili sono attribuibili ad azioni del governo.
Nel 2006 i maoisti e il governo nepalese raggiunsero un accordo per una Costituzione provvisoria, aprendo la via del governo e del Parlamento anche ai ribelli. La legislatura ad interim ha portato all'elezione di un'Assemblea Costituente in seno alla quale è stato discusso sia della forma di stato che della forma di governo per il Nepal.
Il 24 dicembre 2007 sette partiti, compresi gli ex ribelli maoisti e i partiti di governo si sono accordati sull'abolizione della monarchia e il 28 dicembre 2007 è stato approvato dal Parlamento un emendamento costituzionale che ha costituito di fatto il primo passo per la trasformazione del Nepal in una Repubblica parlamentare e federale e la fine del regno di Gyanendra. Alle elezioni del 10 aprile 2008 è stata confermata la vittoria della coalizione maoista e marxista-leninista con la maggioranza dei seggi e, dopo 240 anni di monarchia, il 23 maggio 2008 è stata proclamata ufficialmente la Repubblica del Nepal con una Costituzione provvisoria.
Il 25 aprile 2015, un violento terremoto di magnitudo 7,8 ha provocato 8617 vittime accertate.
Il 28 ottobre 2015 il Parlamento ha eletto come Presidente del Nepal per la prima volta una donna, Bidhya Devi Bhandari, che ha avuto un importante ruolo nella scrittura della nuova carta costituzionale ed in particolare nello stabilire in costituzione delle garanzie per le donne. Il 20 settembre 2015 è anche entrata in vigore la definitiva Costituzione repubblicana del Nepal, redatta da una seconda Assemblea Costituente.
Il 9 marzo 2025 circa 10 mila persone, radunatesi nei pressi dell'aeroporto Tribhuvan di Kathmandu, si sono trovate ad accogliere l'ex re Gyanendra, invocando il suo ritorno sul trono. Nelle settimane successive la capitale è stata scossa da scontri tra i sostenitori della restaurazione della monarchia nepalese e la polizia, culminate il 28 marzo 2025 con due morti e 41 feriti. I monarchici hanno accusato i principali partiti politici e il governo repubblicano (soprattutto i maoisti) di aver deluso il popolo nepalese, invocando il ritorno di Gyanendra con una monarchia costituzionale e la reintroduzione dell'induismo come religione di Stato.

## Geografia

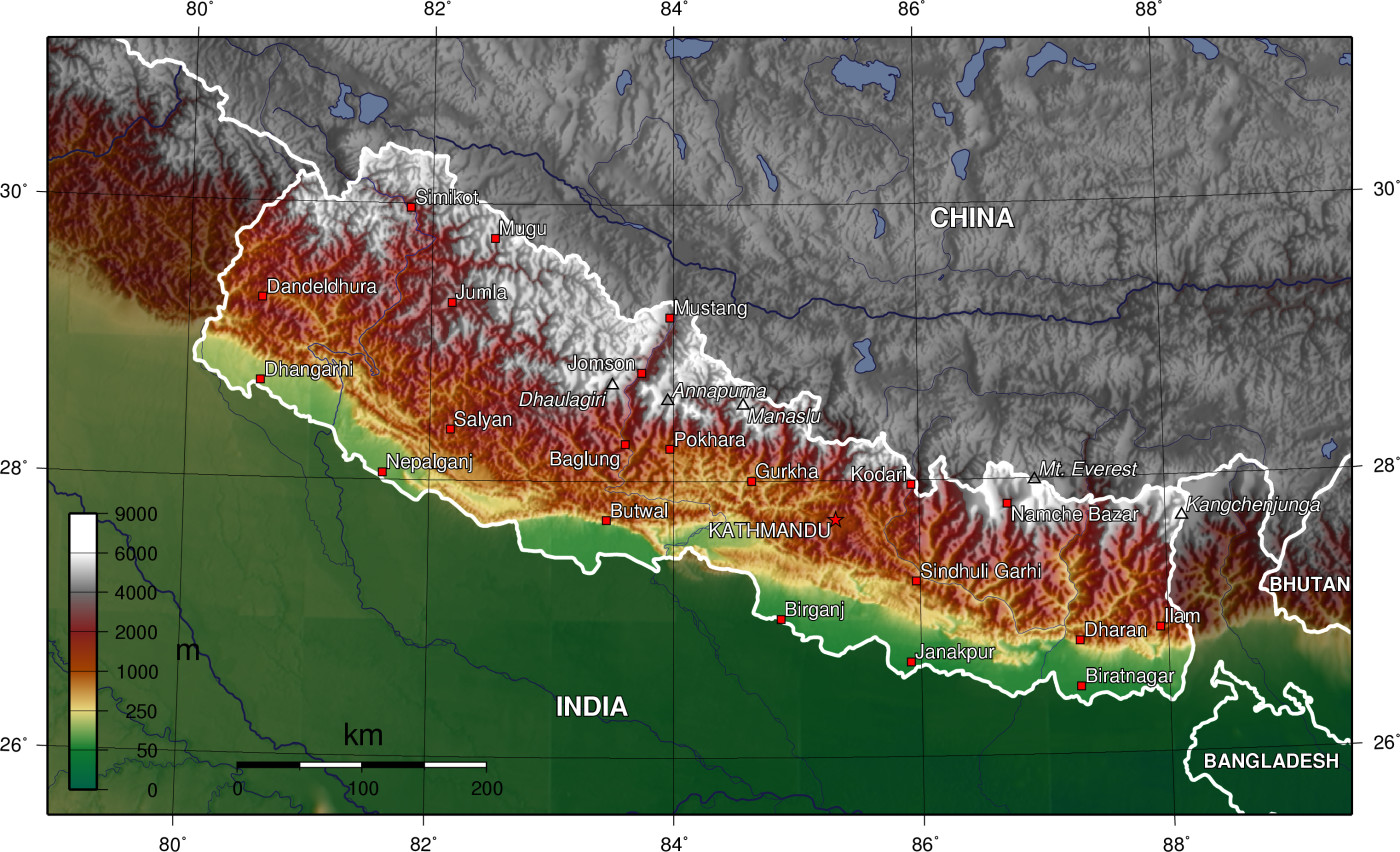

Il Nepal è posizionato tra i 26° e i 30° di latitudine nord e tra gli 80° e gli 88° di longitudine est. Il territorio ha una vaga forma trapezoidale, da est a ovest si estende per circa 850 km e da nord a sud l'estensione non supera mai i 250 km.. La superficie complessiva è pari a 147181 km² dei quali 143351 km² sono terra e 3830 km² sono acque interne. Fonti governative nepalesi dichiarano una superficie pari a 147561 km² includendo anche i territori contesi di Kalapani, Lipulekh e Limpiyadhura.
Il Paese non ha sbocchi sul mare, confina a nord con la Cina (Regione Autonoma del Tibet) e a sud, est e ovest con l'India (da est a ovest con gli stati di Uttarakhand, Uttar Pradesh, Bihar, Bengala Occidentale e Sikkim).

### Morfologia
Pur essendo uno Stato di dimensioni medio-piccole, il Nepal presenta una notevole varietà di climi ed ambienti naturali. Da un punto di vista morfologico si divide in tre zone rappresentate anche nell'emblema del Paese: il Terai, la fascia più meridionale dello Stato che corrisponde all'estremo settentrionale della pianura indo-gangetica; il Pahad, la zona centrale con montagne fino ai 3000 m s.l.m; ed infine l'Himal, la zona di neve perenne corrispondente alla parte settentrionale del paese, che comprende le vette della catena dell'Himalaya. Questa suddivisione in queste tre aree riguarda anche aspetti economici e socioculturali.

#### Terai
Il Terai costituisce la parte nepalese della pianura indo-gangetica, occupa una fascia di larghezza compresa tra i 25 e i 100 km nell'estremo meridionale del paese tra le pendici delle colline Shivalik e il confine con l'India. L'altitudine è di poche centinaia di metri sopra il livello del mare, la vegetazione comprende praterie, savana, foreste di sal e zone paludose.
Il clima è tropicale ed è l'area del paese con le maggiori precipitazioni. Vi risiede circa il 47% della popolazione, un'autostrada (Mahendra Rajmarg) attraversa il Terai per tutta la lunghezza del paese

#### Pahad

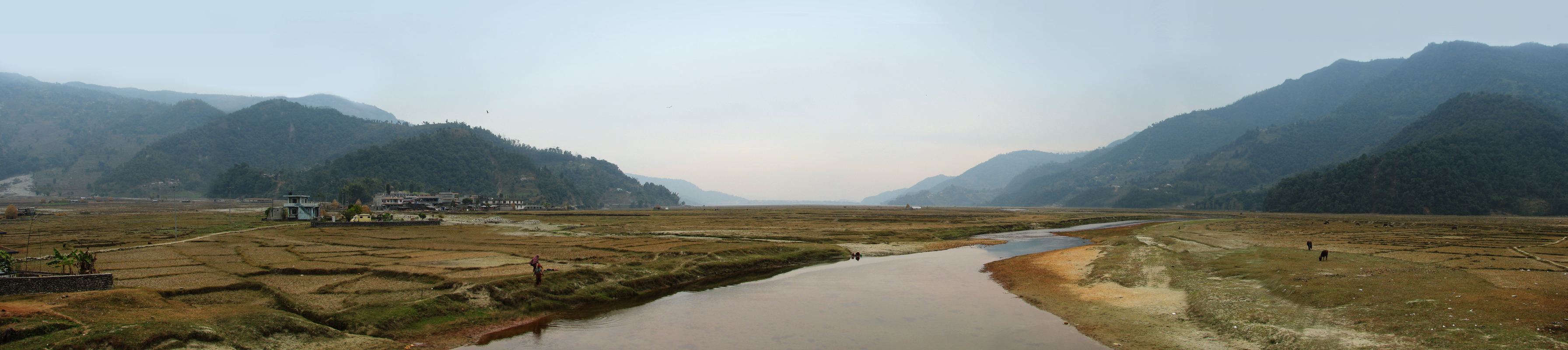
Middle Hills

La zona centrale del paese è delimitata dalla catena della colline Shivalik e le pendici del Basso Himalaya fino alla quota di 3000 m s.l.m. e comprende la catena montuosa del Mahābhārat che è separata dal Basso Himalaya da alcune ampie vallate. Le più densamente popolate sono la valle di Katmandu soprattutto da abitanti dell'etnia Newa e quella di Pokhara.
La catena dei Mahābhārat Lekh, sfrangiandosi in catene minori interrotte dalle valli degli innumerevoli fiumi che scendono dall'Himalaya e dal Tibet per affluire direttamente ed indirettamente nel Gange, corre parallela all'Himalaya poco più a sud di quest'ultima dall'ovest all'est di tutto il Nepal, ma si erge con vette ben inferiori ai 3000 m (quella più elevata è di soli 2794 metri, nel settore occidentale della catena) ed ha importanza più che altro dal punto di vista climatico nel fermare una consistente quota delle precipitazioni monsoniche lungo i suoi versanti meridionali.
Questa zona comprende circa il 68% del territorio del paese, le colline Shivalik sono poco popolate, ricoperte dalla foresta pluviale e risultano inadatte all'agricoltura.

#### Himal

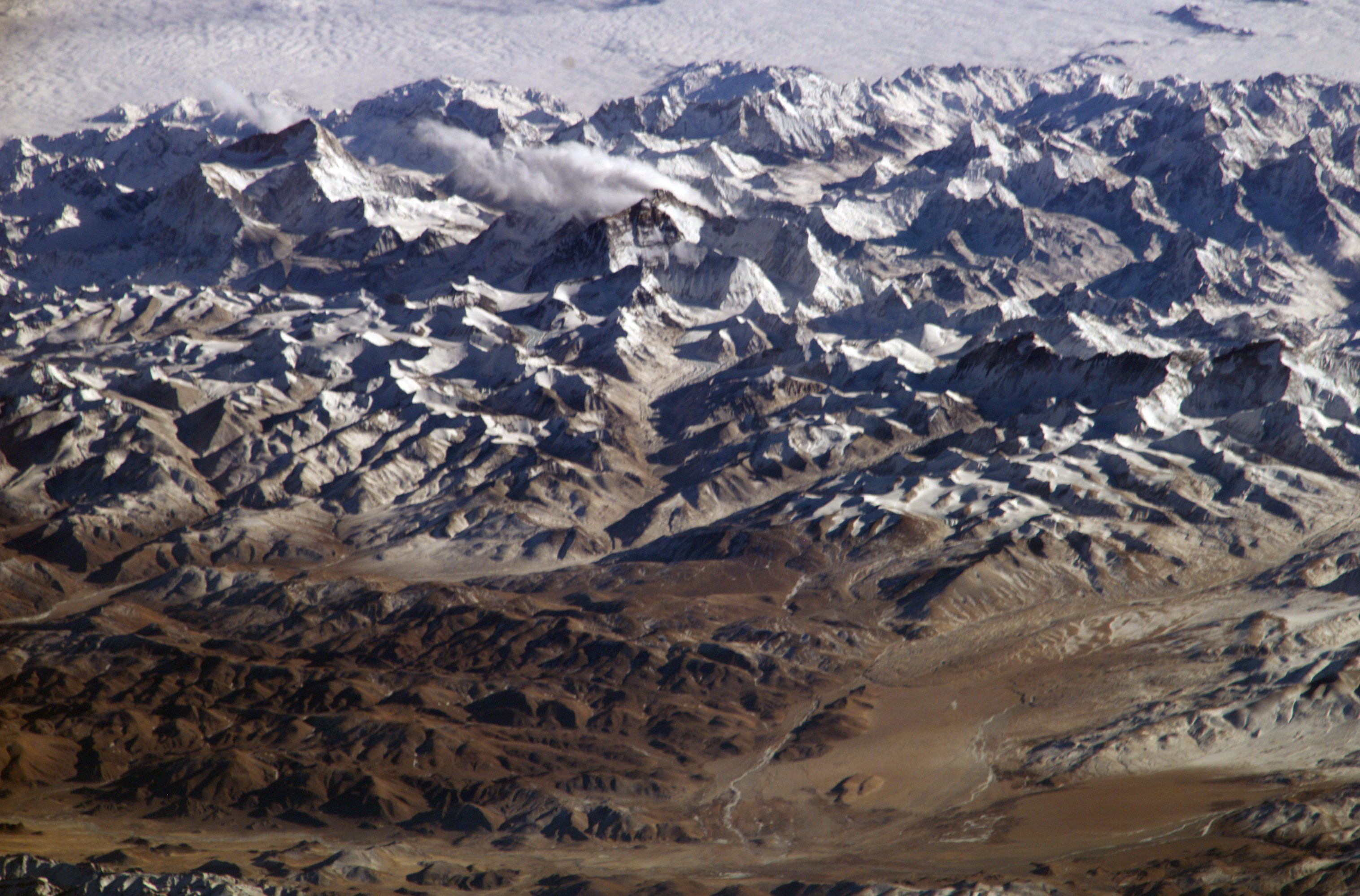
L'Himalaya e l'Everest visti dallo spazio

La regione montagnosa, chiamata anche Parbat inizia dove le vette superano i 3000 m s.l.m. dalla zona supalpina fino alla zona di alta montagna. Quest'area comprende circa il 15% del territorio del paese.
I pochi centri abitati si concentrano a fondo valle, l'allevamento e i pascoli arrivano fino a 5000 metri di altitudine, sulle pendici meridionali le abbondanti precipitazioni dovute ai monsoni creano problemi di erosione. Per contro le pendici settentrionali hanno pochissime precipitazioni e anche la poca agricoltura di sussistenza non vi è praticabile. La principale fonte di entrata è il turismo, limitato dalle pochissime strade di accesso, le uniche, ancora incomplete, portano ai centri abitati di Jomsome e Muktinath.
Al contrario della catena del Mahābhārat l'Himalaya non è continuo lungo tutto il paese, comprende infatti venti massicci tra i quali quello del Kanchenjunga lungo il confine con il Sikkim, Mahalangur Himal che comprende l'Everest. Langtang a nord di Katmandu, l'Annapurna e il Manaslu a nord di Pokhara, più a ovest il Dhaulagiri con il Kanjiroba a nord del distretto di Jumla e il Gurans Himal nell'estremo ovest.

### Orografia

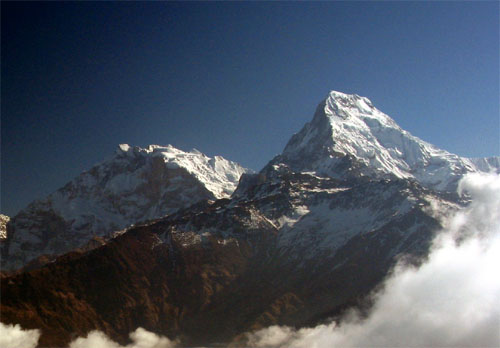
Annapurna I (sinistra) e Sud (destra) visti dal Poon Hill

Tre dei quattordici "ottomila" del pianeta sono interamente compresi in territorio nepalese: il Dhaulagiri I, l'Annapurna I e il Manaslu. Altri quattro sono invece condivisi con la Cina: l'Everest, il Lhotse, il Makalu e il Cho Oyu. Infine il massiccio del Kangchenjunga è condiviso con l'India. Numerose altre vette superano i 7000 metri.
Volendo elencare questi giganti orografici, senza peraltro essere esaustivi, si può osservare che le vette principali, ordinate da ovest a est, sono le seguenti:
- Api (7132 m) e Saipal (7031 m), nella zona occidentale del Paese;
- Nella zona centrale si trovano invece i vasti massicci del Dhaulagiri (8167 m nella vetta del Dhaulagiri I, ma con almeno altre tre cime superiori ai 7000 m) e dell'Annapurna I (8091 m nella vetta dell'Annapurna I, ma anche in questo caso con almeno altre cinque cime che superano i 7000 metri), divisi dal fiume Kali Gandaki. Sempre nel massiccio dell'Annapurna la vetta del Machhapuchhre (6996 m) che domina la città di Pokhara, pur essendo meno elevata risulta nota sia per la caratteristica e inconfondibile forma svettante a "coda di pesce" appuntita, sia perché sacra agli Induisti e come tale il governo ne ha proibito per legge l'ascensione e soprattutto l'accesso alla vetta, la quale è tuttora inviolata;
- Sempre nella zona centrale si situano il Manaslu (8163 m) e l'Himal Chuli (7893 m);
- A nord della capitale si ha la visuale del Langtang Lirung (7225 m);
- Procedendo verso est, sul confine cinese, si trovano nell'ordine: il Gaurisankar (7134 m), il Cho Oyu (8201 m), l'Everest (8848 m) detto Sagaramāthā in nepalese e Chomolangma in tibetano, notoriamente la massima vetta del pianeta, col vicinissimo Lhotse (8516 m), il più distante Makalu (8463 m) e, sempre nella stessa zona ma interamente in territorio nepalese, il Nuptse (7885 m), il Baruntse (7129 m) e il Chamlang (7319 m);
- Lungo l'estremo confine orientale con la Cina si erge il Jhinsang (7483 m);
- Sul confine con l'India, più precisamente con lo Stato indiano del Sikkim s'allineano, da nord a sud in circa 30 km di crinale, il Pathibhara (7123 m, detto anche "La Sfinge"), il Kirat Chuli (7365 m, detto anche "Tent Peak"), il Nepal Peak (7168 m), il Gimigola (7350 m), ma soprattutto il Kangchenjunga (8598 m), terza vetta del pianeta e dell'Himalaya, poi il Talunga (7349 m) e il Kabru (7317 m). Nel medesimo gruppo, infine, interamente in territorio nepalese svetta il Kumbhakarna (7710 m).

Il resto dell'orografia nepalese, ancorché non certo trascurabile, è insignificante, almeno in termini meramente statistici, a fronte dei giganti sopra menzionati.
La catena dei Mahabharat Lekh, sfrangiandosi in catene minori interrotte dalle valli degli innumerevoli fiumi che scendono dall'Himalaya e dal Tibet per affluire direttamente e indirettamente nel Gange, corre parallela all'Himalaya poco più a sud di quest'ultima dall'ovest all'est di tutto il Nepal, ma si erge con vette ben inferiori ai 3000 m (quella più elevata è di soli 2794 metri, nel settore occidentale della catena) e ha importanza più che altro dal punto di vista climatico nel fermare una consistente quota delle precipitazioni monsoniche lungo i suoi versanti meridionali.

### Idrografia

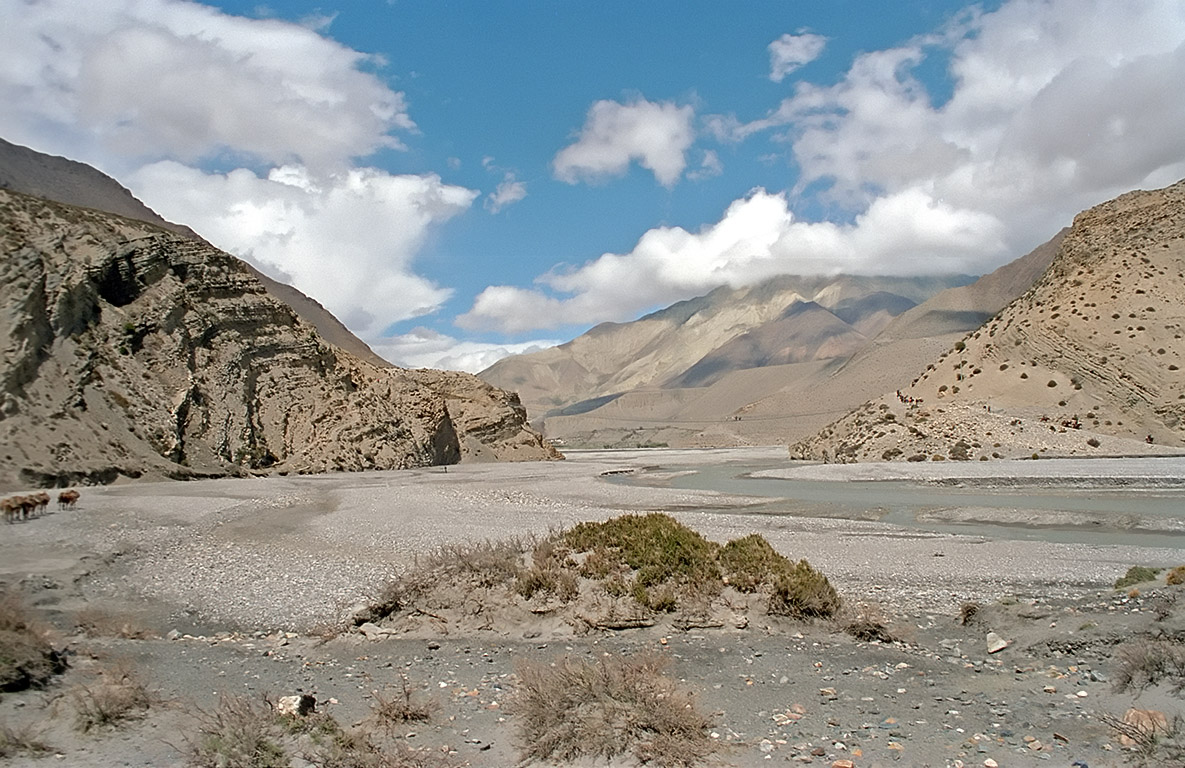
Il fiume Kali Gandaki tra Jomosom e Kagbeni

Tutto il territorio del Nepal tributa al bacino del Gange.
I maggiori affluenti e subaffluenti di sinistra (specie per portata d'acqua) del corso d'acqua indiano provengono quasi tutti dal Nepal. A parte i tributari minori, sostanzialmente si fa riferimento a tre bacini idrografici principali. Da occidente a oriente, nell'ordine, essi sono: il bacino del Karnali, quello del Narayani-Gaṇḍakī e quello del Sapt Kosi.
Essi traggono origine dalla sezione più elevata della catena dell'Himalaya, e talvolta addirittura dallo stesso altopiano del Tibet. Nel secondo caso percorrono a volte centinaia di chilometri prima d'entrare in territorio nepalese dopo essersi scavati numerose gole che tagliano la catena dell'Himalaya.
Il loro regime è comunque torrentizio, essendo influenzato sia dallo scioglimento delle nevi dei ghiacciai e nevai himalayani, sia dalle precipitazioni estive monsoniche: non di rado il rapporto fra le portate minime invernali e quelle estive supera le 100 volte. In estate possono verificarsi inondazioni devastanti. L'alimentazione anche nivale di questi corsi d'acqua ne garantisce, pure ad acque basse, una sempre più che discreta portata.
- Il Karnali nasce da due rami, denominati rispettivamente Humla Karnali e Mugu Karnali. Percorre una valle in accentuata pendenza (il fiume è noto dal punto di vista turistico perché assai sfruttato per il rafting) in un ambiente di canyon e giungle. Le portate sono possenti nella stagione delle piogge dai suoi affluenti Seli e Bheri (quest'ultimo a sua volta formato dal Thuli Bheri e dal Sani Bheri). Costituisce il maggiore fiume del Nepal per lunghezza, superficie di bacino e portata d'acqua: le portate massime sono di diverse migliaia di metri cubi al secondo.
- Il Narayani drena invece la sezione centrale del Nepal ed è alimentato da un ventaglio di affluenti e subaffluenti: Kali Gaṇḍakī, Seti (che bagna Pokhara, secondo agglomerato urbano del Nepal nonché centro turistico per le escursioni e il trekking sull'Annapurna), Marsyangdi, Buri Gandaki, Trisuli, Rapti, ecc. Pure questi fiumi sono ampiamente sfruttati per il rafting, anche se i progetti di valorizzazione idroelettrica del Nepal stanno in qualche caso compromettendone l'uso turistico. Riguardo alla valle del Kali Gandaki (fiume sacro del Nepal, sulle cui rive si susseguono numerosi siti di cremazione e sepoltura), esiste una curiosità geografica rilevante e relativa alla sua porzione mediana: la cosiddetta Gola del Kali Gaṇḍakī è infatti considerata la valle più profonda del mondo (oltre 6,5 chilometri di dislivello fra fondovalle e creste montuose) siccome scorre fra i due "ottomila" Annapurna e Dhaulagiri che si fronteggiano rispettivamente in sinistra e destra idrografica (distando le cime meno di 40 km l'una dall'altra) e il fondovalle è a meno di 1500 m sul livello del mare. La parte alta del Kali Gandaki attraversa invece la remota e desertica regione del Mustang che, compresa fra le catene dell'Himalaya e del Transhimalaya, non riceve nemmeno un consistente tributo idrico nella stagione dei monsoni, perché le correnti d'aria umida si fermano contro il versante meridionale della catena himalayana e qui scaricano ingenti masse d'acqua. La città di Pokhara, ad esempio, in virtù della sua posizione geografica (nella fattispecie ai piedi del versante sud del massiccio dell'Annapurna, senza catene di monti molto elevate che sostanzialmente la isolino dal bassopiano gangetico) è molto più esposta ai monsoni estivi umidi di quanto non lo sia Katmandu, più protetta a sud dalla catena del Mahabharat sicché, durante il monsone estivo, riceve quasi il 90% delle precipitazioni annue (anche superiori a 2500 mm di pioggia) mentre tale quota si riduce al 65% - 70% per la capitale.
- Il Sapt Kosi infine occupa la sezione orientale del Nepal, coi suoi numerosi affluenti e subaffluenti: Indruwati, Bhote Koshi, Tamba Kosi, Dudh Kosi (che scende dalla zona dell'Everest), Arun, Tamur, ecc. Anche questi fiumi sono utilizzati per il rafting e sfruttati a scopo idroelettrico.

All'estremità occidentale del Nepal scorre poi il Kati, altro fiume himalayano tributario del Gange, che marca con il suo corso quasi tutto il confine occidentale con l'India.
Esiste infine un sistema idrografico secondario che scaturisce dalle catene montuose interne (Mahabharat o Middle Hills, ecc.) caratterizzato da regime assolutamente torrentizio (con rapporti fra portate di piena e di magra anche maggiori di 1000 volte) in dipendenza delle sole piogge monsoniche concentrate nei mesi da giugno a settembre. Le montagne da cui traggono origine questi fiumi sono troppo poco elevate (massimo 2700 m s.l.m.) per consentire la formazione di ghiacciai. Fra questi fiumi citiamo il Bagmati, fiume sacro del Nepal (sulle sue rive, nei pressi dell'aeroporto di Katmandu, si trova il celeberrimo sacro tempio hindu di Pashupatinath) che origina poco a nord di Katmandu e bagna la città e il suo sobborgo meridionale di Patan raccogliendo numerosi piccoli affluenti nella valle di Katmandu e nell'area metropolitana della capitale nepalese, prima di entrare in territorio indiano e confluire nel Gange.

### Geologia
L'origine della catena himalayana, insieme all'altopiano del Tibet e alle catene montuose minori, va ricercata nella collisione che avvenne all'incirca 60 milioni di anni fa tra la zolla indiana e la zolla euroasiatica (convergenti con subduzione dell'India). Durante questo processo i due continenti intrappolarono un intero mare preistorico, e i sedimenti organici in esso presenti vennero coinvolti nel processo orogenetico, al punto che ancora oggi è possibile rinvenire ammoniti fossili nel letto del fiume Kali Gandaki, a 3000 m di altitudine. Si possono inoltre notare altri fenomeni quali la presenza di sacche di gas naturale a un'altitudine di 3800 m (ad esempio il fuoco sacro di Muktinath, fiammelle che da tempo immemore ardono in alcuni anfratti nella roccia).
La teoria della collisione continentale risulta anche suffragata dal ritrovamento sulla catena himalayana della tipica sequenza di rocce di tipo ofiolitico.

### Clima
Il paese è caratterizzato da un clima subtropicale, che presenta principalmente due fasi stagionali: la stagione delle piogge (da giugno a fine settembre) e la stagione secca (il resto dell'anno). Questa alternanza è dovuta alla presenza dei monsoni, i venti periodici caratteristici dell'Asia meridionale e sudorientale.
Il monsone estivo spira dall'oceano Indiano verso il continente caricandosi di umidità e portando la pioggia, mentre quello invernale spira dall'arido altopiano del Tibet verso l'oceano, dando origine a un cielo terso e a un clima secco.
Vi possono essere delle forti escursioni termiche tra estate e inverno ma, data la variabilità del territorio, è anche assai facile che una certa zona presenti un microclima diverso da un'altra.
Il mese più caldo è maggio, al termine della stagione secca. Il periodo in cui la natura è più rigogliosa è invece l'autunno (all'incirca ottobre e novembre), quando le piogge sono ormai terminate e il clima è divenuto mite.

## Società
| Statistiche della popolazione              | Statistiche della popolazione                       |
| ------------------------------------------ | --------------------------------------------------- |
| Popolazione 2001                           | 2351423                                             |
| Popolazione economicamente attiva 2001 (%) | 58,2                                                |
| Tasso di crescita popolazione 2001 (%)     | 2,26                                                |
| Speranza di vita alla nascita 2001 (anni)  | 60,4                                                |
| Età media della popolazione 2001 (anni)    | 20,1                                                |
| Tasso di alfabetizzazione 2001 (%)         | 54,1                                                |
| Distribuzione della popolazione (%)        | Terai (pianura) 48,4 - Colline 44,3 - Montagna 7,39 |

Si segnala comunque che la popolazione è in forte crescita, ha infatti raggiunto i 29 milioni di abitanti (2020)

### Etnie
In Nepal sono censiti ufficialmente più di 100 gruppi etnici o castali. Di questi, ben 11 superano il 2% della popolazione e le 500000 persone, ma nessuno si avvicina al 20%.
| Principali gruppi etnici del Nepal | Principali gruppi etnici del Nepal | Principali gruppi etnici del Nepal | Principali gruppi etnici del Nepal        | Principali gruppi etnici del Nepal             |
| ---------------------------------- | ---------------------------------- | ---------------------------------- | ----------------------------------------- | ---------------------------------------------- |
| Etnia                              | Numero                             | Percentuale                        | Collocazione geografica                   | Gruppo etnico                                  |
| Chhetri                            | 3593000                            | 15,80 %                            | tutto il Paese                            | indo-arii e tibeto-birmani                     |
| Bahun                              | 2896000                            | 12,74 %                            | tutto il Paese                            | indo-arii                                      |
| Magar                              | 1622000                            | 7,14 %                             | colline centro-occidentali                | tibeto-birmani                                 |
| Tharu                              | 1534000                            | 6,75 %                             | Terai occidentale                         | perlopiù tibeto-birmani, indo-arii e dravidici |
| Tamang                             | 1282000                            | 5,64 %                             | Valle di Katmandu e colline centrali      | tibeto-birmani                                 |
| Newa                               | 1245000                            | 5,48 %                             | Valle di Katmandu                         | tibeto-birmani                                 |
| Musulmani nep.                     | 971056                             | 4,27 %                             | Terai e colline occidentali               | tibeto-birmani                                 |
| Kami                               | 895954                             | 3,94 %                             | colline centrali, occidentali e orientali | indo-arii                                      |
| Yadav                              | 900000                             | 3,9 %                              | Valle di Katmandu                         | perlopiù indo-arii                             |

Altri gruppi etnici sono: Rai, Gurung, Limbu, Bhote/Sherpa, Thakali, Kulung.

### Religione

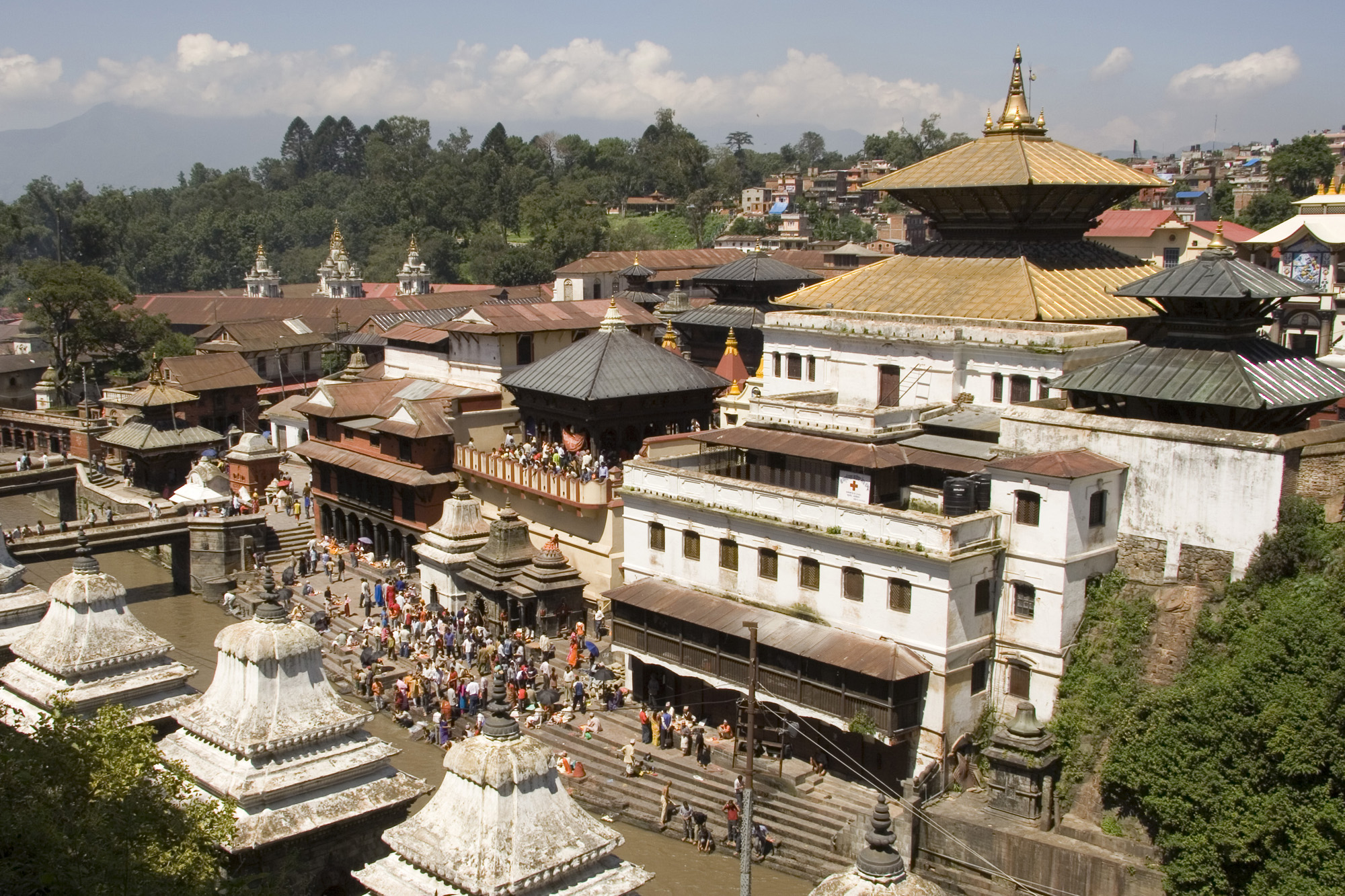
Tempio Indù di Pashupatinath a Katmandu

Gli ultimi dati ufficiali relativi alla composizione percentuale della popolazione suddivisa per credo religioso risalgono al censimento ufficiale del 2001 e sono i seguenti:
| Religioni del Nepal | Religioni del Nepal |
| ------------------- | ------------------- |
| Induisti            | 80,62%              |
| Buddhisti           | 10,74%              |
| Musulmani           | 4,2%                |
| Kiranti             | 3,6%                |
| Cristiani           | 0,45%               |
| Giainisti           | 0,02%               |
| Altri               | 0,37%               |

Va precisato tuttavia che si tratta di dati in continua evoluzione, che stanno portando a un aumento dell'induismo (ormai prossimo al 90%) a detrimento sia del buddhismo, sia dell'Islam e dell'animismo. Peraltro si sta assistendo a un certo aumento della religione cristiana (cattolica e protestante), che in trent'anni è passata da 2541 fedeli, secondo il censimento del 1971, a più di 100000, secondo il censimento del 2001.
Il Nepal era fino al 2006 l'unico Stato al mondo ad adottare l'induismo come religione ufficiale. In seguito è stata proclamata la laicità dello Stato con risoluzione parlamentare. L'ex sovrano è tuttora considerato da alcuni tradizionalisti una manifestazione del dio Visnù.
Anche se la maggioranza della popolazione professa l'induismo, è diffuso anche il buddhismo, in particolare della corrente tibetana Vajrayana. In alcune aree rurali si praticano anche il Bön (forma di sciamanesimo) e l'animismo (ad esempio la religione dei Kiranti).
Nessun culto (con l'eccezione dei monoteismi) ne esclude automaticamente un altro, e talvolta risulta difficile distinguerne le singole caratteristiche. Il sincretismo è diffuso in particolar modo tra i culti induisti, buddhisti, animisti e sciamanici.

### Lingue
In Nepal si contano 123 lingue di diversa matrice: indoeuropea, sinotibetana, austroasiatica e dravidica; mentre il kusunda non ha alcuna relazione genetica con altri ceppi linguistici.
La lingua ufficiale è il nepalese, parlato dal 48,61% della popolazione, affiancato da numerose altre lingue che possono essere ufficializzate a livello provinciale. Tuttavia l'inglese, pur non avendo un riconoscimento formale, si è imposto come lingua franca per motivi pratici legati al commercio e al turismo, ma è escluso dalle sedi istituzionali ufficiali.
Di seguito sono elencate le lingue principali parlate in Nepal: nepalese, maithili, bhojpuri, tharu, avadhi, rajbanshi, hindi, urdu, tamang, Nepal Bhasa (Newari), magar, rai/kiranti, gurung, limbu, bhote/sherpa, sunuwar, danuwar, thakali, satar, santhal e altre lingue minori.

## Ordinamento dello Stato

### Suddivisioni amministrative
Dall'entrata in vigore della Costituzione del 2015 e quindi dall'introduzione del federalismo il paese è suddiviso in sette province che assumono il ruolo di stati federati.
Le provincie sono a loro volta suddivise in distretti, questi sono complessivamente 77 e sono ulteriormente divisi in municipalità, queste possono essere urbane (293) oppure municipalità rurali (in nepalese गाउँपालिका, traslitterato in Gaunpaulika) che sono 460.

### Città principali
Tra le municipalità urbane, in base al numero di abitanti e alla presenza di infrastrutture, sei sono classificate come città metropolitane e undici come città sub-metropolitane.

#### Città metropolitane (महानगरपालिका)
In grassetto i capoluoghi di provincia, in grassetto e corsivo la capitale.
| Nº | Nome             | Nome originale | Distretto | Provincia | Abitanti (2021) | Sup. (km) |
| -- | ---------------- | -------------- | --------- | --------- | --------------- | --------- |
| 1  | Katmandu         | काठमाण्डौ          | Katmandu  | Bagmati   | 862400          | 49.45     |
| 2  | Pokhara          | पोखरा            | Kaski     | Gandaki   | 513504          | 464.28    |
| 3  | Bharatpur        | भरतपुर          | Chitwan   | Bagmati   | 369268          | 432.95    |
| 4  | Lalitpur (Patan) | ललितपुर          | Lalitpur  | Bagmati   | 294098          | 31.12     |
| 5  | Birganj          | बिरगंज           | Parsa     | Madhesh   | 272,382         | 132.07    |
| 6  | Biratnagar       | विराटनगर         | Morang    | Koshi     | 242548          | 77.00     |

#### Città sub-metropolitane (उप-महानगरपालिका)
| Nº | Nome           | Nome originale | Distretto  | Provincia     | Abitanti (2011) | Sup. (km) |
| -- | -------------- | -------------- | ---------- | ------------- | --------------- | --------- |
| 1  | Janakpur       | जनकपुरधाम        | Dhanusha   | Madhesh       | 173924          | 100.2     |
| 2  | Tribhuvannagar | घोराही            | Dang       | Lumbini       | 156164          | 522.21    |
| 3  | Hetauda        | हेटौडा            | Makawanpur | Bagmati       | 152875          | 261.59    |
| 4  | Dhangadhi      | धनगढी           | Kailali    | Sudurpashchim | 147741          | 261.75    |
| 5  | Tulsipur       | तुल्सिपुर          | Dang       | Lumbini       | 141528          | 384.63    |
| 6  | Itahari        | ईटहरी           | Sunsari    | Koshi         | 140517          | 93.78     |
| 7  | Nepalganj      | नेपालगंज          | Banke      | Lumbini       | 138951          | 85.94     |
| 8  | Butwal         | बुटवल           | Rupandehi  | Lumbini       | 138741          | 101.61    |
| 9  | Dharan         | धरान            | Sunsari    | Koshi         | 137705          | 192.32    |
| 10 | Kalaiya        | कलैया            | Bara       | Madhesh       | 123659          | 108.94    |
| 11 | Jitpur Simara  | जीतपुरसिमरा        | Bara       | Madhesh       | 117496          | 312.18    |

### Istituzioni
Il massimo organo legislativo del Paese è il Parlamento Federale, di tipo bicamerale e composto da una camera alta, l'Assemblea nazionale formata da 59 membri, e da una camera bassa, la Camera dei rappresentanti di 275 membri statale. La struttura attuale del parlamento nepalese è attiva dal 5 marzo 2018.
Il passaggio dalla monarchia alla repubblica è avvenuto il 28 maggio 2008.
La carica più alta è quella del Presidente della Repubblica, che detiene poteri cerimoniali unitamente al comando delle forze armate e alla facoltà di proclamare lo Stato d'emergenza. La carica di vicepresidente è istituita con le funzioni di coordinare e supportare l'attività del presidente.
Il Primo ministro detiene invece la carica con i maggiori poteri, essendo a capo del potere esecutivo.

#### Sistema sanitario
Il sistema sanitario pubblico nepalese è fortemente carente rispetto alle esigenze della popolazione. L'ospedale Bir di Katmandu è, con i suoi 458 posti letto, uno dei più capienti del paese.
Esiste inoltre un sistema di cliniche private.

#### Università
Nel 1959 venne istituita l'Università Tribhuvan, la più antica del Nepal.

### Forze armate
Le Forze armate nepalesi sono composte principalmente dall'Esercito Nepalese, organizzato in sei divisioni e che gestisce anche il Nepal Army Air Service per la difesa aerea. È altresì composta dalla Forza di Polizia Armata che agisce come forza paramilitare incaricata di mantenere la sicurezza interna in Nepal.
Per il mantenimento dell'ordine e sicurezza nazionale è invece istituita la Forza di Polizia Nepalese che è indipendente dall'Esercito Nepalese.

## Politica

### Diritti umani
Storicamente in Nepal le libertà civili sono state limitate, tuttavia non è mai stato considerato tra le peggiori nazioni violatrici dei diritti umani in generale; tuttavia tali violazioni sono notevolmente aumentate da quando si è verificata una vera e propria escalation nel conflitto civile della metà degli anni 2000, che ha coinvolto l'intero paese. Le forze di sicurezza, anche prima della cosiddetta "guerra civile del Nepal" (contrapponente forze filo-monarchiche alla guerriglia di stampo maoista tra il 1996-2007 a fasi alterne) sono state accusate di un numero consistente di violazioni dei diritti umani.
Secondo le Nazioni Unite, il Nepal è leader mondiale nei sequestri e detenzioni arbitrarie da parte delle forze speciali di sicurezza, soprattutto a seguito del conflitto civile sempre più acceso negli anni 2001-2007; il conflitto tra il Partito Comunista Unificato del Nepal (maoista) e le forze governative ha portato a numerose accuse di violazioni dei diritti umani da entrambe le parti, con la maggior parte delle vittime tra i civili disarmati non combattenti: i maoisti nepalesi sono stati accusati di torture illegali, uccisioni gratuite e migliaia di rapimenti a scopo estorsivo o per motivi di lotta politica.
D'altro canto anche le forze governative sono state accusate di sparizioni illegali, uccisioni e arresti arbitrari, torture, oltre che di ostacolare le relative indagini giudiziarie compiute dalle organizzazioni a favore dei diritti dell'uomo, il tutto con l'impunità concessa loro dal sistema di potere. Tuttavia un terzo circa delle persone rapite (e/o scomparse) dalle forze di sicurezza sono state rilasciate dopo mesi di detenzione segreta, fino a che nel luglio 2004 il governo centrale ha creato una commissione per l'individuazione dei cittadini svaniti nel nulla.
Al di fuori delle problematiche riguardanti il conflitto, le libertà civili sono abbastanza tenui con frequenti casi di violazioni: vi sono discriminazioni basate sulla casta di nascita, sul genere sessuale e sull'etnia di appartenenza; con una presenza pervasiva pure di violenza domestica, lavoro forzato e sfruttamento della prostituzione anche minorile. Diverse organizzazioni sono nate per cercar di rispondere positivamente alle esigenze delle persone che vengono a subire e soffrire di tali discriminazioni.
Eppure, nonostante tutto, le libertà civili fondamentali, prima fra tutte la libertà di parola e libertà di espressione, libertà di stampa e riunione in assemblee sono state gravemente ridotte per volere del re Gyanendra del Nepal a seguito della sospensione della carta costituzionale del paese nel febbraio 2005. Il governo è stato anche criticato per aver ratificato tutti i trattati e le convenzioni riguardanti i diritti umani, ma di non averli in seguito incorporati nel sistema giudiziario nazionale tramite leggi adeguate.
Non esistono difatti ancora leggi specifiche né contro la violenza domestica né tantomeno contro la tortura da parte delle forze di polizia, accusate di eccessiva corruzione e utilizzo di metodi poco ortodossi nella repressione del dissenso politico. A causa della scarsa ampiezza nei mezzi di comunicazione, appena si esce un po' dal territorio sotto la diretta competenza della capitale Katmandu, la polizia ha spesso un'enorme autonomia e discrezionalità nella gestione delle questioni di ordine pubblico e spesso lo fanno in modi non conformi alla legge.

### Politica estera
Il Nepal ha tradizionalmente portato avanti una politica non-allineata e gode di relazioni amichevoli con paesi vicini. Senza sbocchi al mare, il paese mantiene buone relazioni con la Repubblica Popolare Cinese. La relazione con l'India procede a fasi alterne.
Costituzionalmente, la politica estera deve essere guidata da «i principi della Carta delle Nazioni Unite, non-allineamento, Panchsheel (Cinque Principi di Coesistenza Pacifica), diritto internazionale ed il valore della pace mondiale». In pratica, la politica estera del Nepal si è indirizzata non verso l'influenza internazionale, ma verso la preservazione dell'autonomia e a questioni interne, economiche e di sicurezza. Le relazioni più sostanziali sono forse quelle con istituzioni economiche internazionali, come ad esempio l'Asian Development Bank, il Fondo Monetario Internazionale, la Banca Mondiale e la SAARC. Il Nepal ha anche forti relazioni economiche multilaterali con i principali fornitori di aiuti economici e militari, tra i quali Francia, Germania, Giappone, Malesia, Svizzera e Stati Uniti ed in particolare con il Regno Unito, con il quale i legami militari risalgono al Diciannovesimo Secolo. Le relazioni esterne del paese sono in primo luogo gestite dal Ministero degli Affari Esteri del Nepal.
L'attuale ministro degli esteri è Dev Raj Ghimire.

### Politica interna
Nel 2006, dopo il periodo di governo autoritario di re Gyanendra, il Comitato per la redazione della Costituzione provvisoria ha presentato una bozza di Carta fondamentale nella quale si propone fra l'altro che:
- L'Assemblea Costituente avrà un mandato della durata di due anni, con sei mesi aggiuntivi per eventuali contrattempi in caso di emergenza.
- Il Nepal sarà uno Stato democratico e secolare. Il potere esecutivo potrà essere esercitato unicamente dal governo.
- Le lingue locali avranno valore di ufficialità nella zona della parlata.
- Saranno rafforzati i diritti contro la discriminazione delle donne, la tortura, la discriminazione in base alla casta, la censura mediatica, il distacco arbitrario delle linee telefoniche, la disoccupazione, il lavoro nero, i traffici illegali. Saranno attuate disposizioni a favore di un ambiente pulito, delle cure sanitarie primarie gratuite e della sicurezza sociale per donne, anziani, lavoratori e disabili.
- L'esercito nepalese e l'esercito di liberazione popolare maoista rimarranno due formazioni distinte fino a quando non saranno presi accordi specifici in merito.
- Vi dovrà essere almeno 1/3 di presenze femminili nella pubblica amministrazione.

La politica interna del periodo attuale è volta perlopiù a costruire il nuovo assetto repubblicano dello Stato, a gestire l'assimilazione degli ex guerriglieri maoisti come forza politica "regolare" e a mantenere la coesione della coalizione di governo. Il 3 febbraio 2011, dopo 7 mesi di crisi politica, il parlamento ha eletto nuovo primo ministro Jhalanath Khanal, presidente del Partito comunista unificato marxista-leninista.

### Partiti politici
La vita politica nepalese è tradizionalmente personalistica e settaria, con conseguenti scissioni e riunificazioni: da ciò l'elevato numero di partiti politici, che possono essere ricondotti alle seguenti grandi aree ideologiche:
- partiti comunisti: derivanti dallo storico Communist Party of Nepal, a volte presenti come fronti popolari (Jana Morcha)
- partiti socialdemocratici: Nepali Congress e altri
- partiti regionalisti e federalisti, in genere a tutela della pianura (Terai/Madhesh): Sadbhawana e altri
- partiti nazionalisti, sostenitori della monarchia e spesso dell'induismo: Rastriya Prajatantra e altri

I principali partiti politici nepalesi sono:
- Partito Comunista Nepalese, nato nel 2018 dalla fusione del Partito Comunista Nepalese (maoista) con il Partito Comunista del Nepal (marxista-leninista unificato). Il suo leader è Pushpa Kamal Dahal, noto come "Prachanda", ispiratore della nuova forma di governo repubblicana.
- Partito del Congresso Nepalese, di orientamento socialdemocratico (membro dell'Internazionale Socialista) e pro-indiano (come suggerisce il nome); fondato nel 1947 e già vincitore di libere elezioni nel 1959, è uno dei due partiti alla guida dell'instaurazione della democrazia nepalese nel 1990. Fu guidato fino alla morte da Girija Prasad Koirala. Comprende la corrente del Partito del Congresso Nepalese (Democratico) guidata dall'ex primo ministro Sher Bahadur Deuba.
- Jana Morcha Nepal, fondato nel 2002 da due forze nate dal CPN.
- Rastriya Jana Morcha Nepal, scissosi nel 2006 dal JMN.
- Nepal Majdur Kisan, partito dei lavoratori e contadini nepalesi.
- Nepal Sadbhawana (Anandidevi), partito regionalista del Terai, scissosi nel 2003 dal Sadbhawana originale (fondato 1985) che aveva accettato di collaborare con il golpista re Gyanendra.
- Rastriya Prajatantra (partito democratico nazionale), partito conservatore nazionalista e monarchico, erede delle élite politiche del sistema pre-democratico Panchayat.
- Fronte della sinistra del Nepal
- Partito Comunista del Nepal (Marxista-Leninista), nato nel 2002 rifiutando l'unificazione di due rami del CPN nel JMN.
- Rastriya Janashakti, scissosi nel 2004 dal RP.
- Madhesi Jana Adhikar Forum, Nepal (Forum per i Diritti del Popolo Madhes, Nepal), inizialmente (2006) un movimento per l'autodeterminazione etnica del Terai, il federalismo e un sistema elettorale proporzionale, poi trasformato in partito.
- Partito Sadbhavana, scissosi nel 2007 dal NS(A).
- Partito Democratico del Tarai-Madhesh, partito regionalista scissosi alla fine del 2007 dal Congresso.

I primi della lista precedente costituivano quella che fu tra il 2006 ed il 2009 l'alleanza dei sette partiti (gli otto partiti quando si è aggiunto in seguito il partito maoista), che si è opposta alla linea politica decretata dal re Gyanendra ottenendo la restaurazione della democrazia.

## Economia
| Dati economici                                  | Dati economici |
| ----------------------------------------------- | -------------- |
| PIL 2001/02 (milioni di rupie nepalesi)         | 422.301        |
| PIL 2002/03 pro capite (rupie nepalesi)         | 18799          |
| Tasso di crescita del PIL 2001/02 - 2002/03 (%) | 0,82           |
| Esportazioni 2001/02 (% sul PIL)                | 18,25          |
| Importazioni 2001/02 (% sul PIL)                | 30,3           |

### Risorse
Le principali risorse economiche del Nepal sono costituite dall'agricoltura e dal turismo. Gli aiuti economici internazionali costituiscono una parte non trascurabile del bilancio nazionale pur giungendo a destinazione solo in basse percentuali data la burocrazia farraginosa e l'elevata corruzione della classe dirigente.
Settore primario.

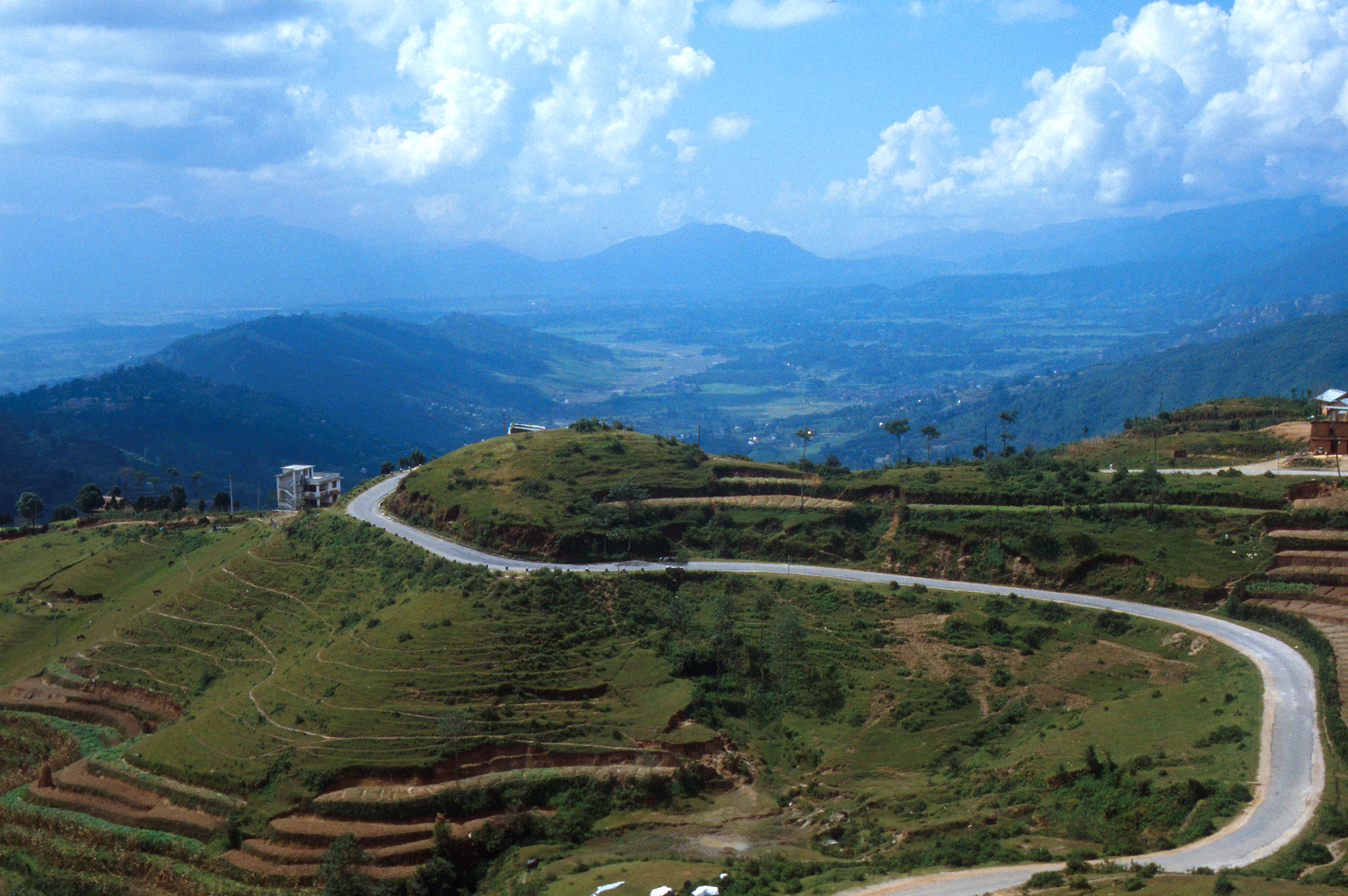
Terrazzamenti per la coltivazione del riso

- Agricoltura: È la principale attività economica del paese. Sotto i 2000 m d'altitudine si coltivano in particolar modo: tè, riso, lenticchie, miglio, colza, grano e canna da zucchero. Ad altitudini maggiori si coltivano invece l'orzo e le patate.
- Allevamento: I bovini, non essendo macellati perché considerati in genere animali sacri, vengono allevati prevalentemente per la produzione di latte e yogurt. Per i bufali indiani invece non esistono divieti religiosi, e se ne consumano anche le carni. Nelle zone di montagna si alleva talvolta lo Yak. Diffuso è anche l'allevamento di volatili da cortile e capre.

Settore secondario
Il Nepal non è un paese industrializzato data la carenza di infrastrutture che potrebbero permettere lo sviluppo di questo settore: neppure l'esiguo fabbisogno interno di energia elettrica è pienamente soddisfatto, anche se sono state recentemente costruite alcune centrali idroelettriche sui fiumi Kali Gandaki e Bhote Koshi, progetti realizzati perlopiù da imprese cinesi e indiane.
Settore terziario
Il mercato dei servizi non costituisce una voce significativa nell'economia nepalese, ad eccezione delle attività legate al turismo.
L'introduzione dell'informatica nella società nepalese non è ancora rilevante, neppure nel settore della pubblica amministrazione. La capitale rappresenta sostanzialmente un'eccezione nel quadro della sostanziale arretratezza delle reti di comunicazione.

### Trasporti

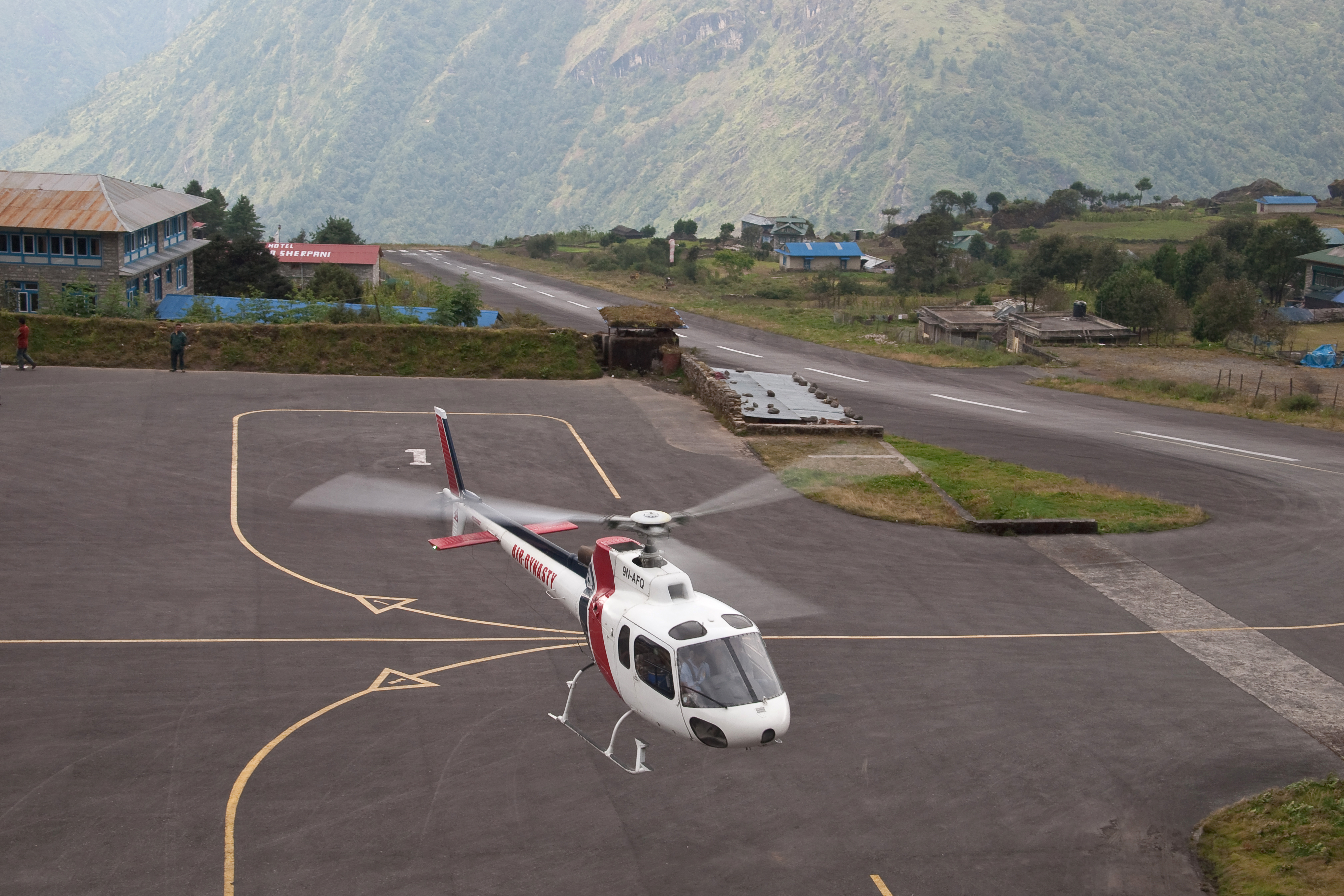
L'aeroporto di Lukla

Il Nepal, paese quasi totalmente montuoso e privo di sbocchi sul mare, non dispone né di porti marittimi né di autostrade.
Le ferrovie ammontano a 59 km, un'unica linea collegata con l'India che interessa una piccola zona del Terai prossima al confine.
Le cinque principali vie di comunicazione sono denominate "rājamārga" (strade reali). In totale vi sono 4617 km di percorsi stradali asfaltati e 11288 km di percorsi in ghiaia o terra battuta (2001). Si nota peraltro la mancanza di un programma organico di manutenzione delle reti viarie, che talora risultano in uno stato di trascuratezza. Alcune grandi arterie della capitale come Kantipath sfuggono parzialmente a questa regola. Il traffico veicolare, perlomeno nella capitale, risulta caotico ed è costituito in maggioranza da veicoli a motore obsoleti ed inquinanti. Il traffico urbano a motore convive con un intenso traffico pedonale di biciclette e risciò. Nelle campagne lo stato delle strade permette in genere una velocità assai limitata.
L'unico scalo aeroportuale internazionale è il Tribhuvana antharrāṣṭriya vimānasthala (aeroporto internazionale "Tribhuvan") di Katmandu, con un traffico modesto rispetto ai parametri internazionali (poche centinaia di migliaia di passeggeri all'anno). Vi sono inoltre numerosi aeroporti locali, specie nelle località montane, perché esse sono in genere servite solo dalle mulattiere.
I servizi di trasporto mediante autobus sono molto diffusi ed utilizzati. Specie nei periodi di festività e di maggiore affollamento è diffuso l'uso improprio del tetto per il trasporto dei passeggeri.
Le direttrici principali (राजमार्ग - rājamārga) sono:
- Tribhuvana rājamārga: porta al confine indiano (Birganj).
- Pṛthvī rājamārga: da Pokhara a Katmandu
- Mahendra rājamārga: percorre tutto il Terai (la pianura) in senso longitudinale.
- Araniko rājamārga: da Katmandu a Kodari, confine con il Tibet (Cina).
- Siddhārtha rājamārga: da Pokhara al confine indiano (Bhairahava)

Nel settembre 2005 era stata proposta la costruzione di un collegamento ferroviario elettrificato tra Birganj e Tatopani, attraversando il Nepal dal confine indiano a quello cinese (Tibet), con l'eventuale possibilità di effettuare un collegamento con la Ferrovia del Qingzang (Lhasa-Golmud).

### Turismo
Il turismo (specie quello montano e culturale) è una risorsa rilevante per il paese, soprattutto per le riserve di valuta convertibile. Dal 2000 in poi è aumentato il turismo sportivo e avventuroso (parapendio, rafting).
Il Nepal dispone di ingenti vestigia storico-artistiche (i centri storici delle principali località della valle di Katmandu sono tutelati dell'UNESCO), tuttavia in buona parte distrutte dal sisma del 25 aprile 2015, e di un ambiente naturale ancora in gran parte non urbanizzato.

## Ambiente
Dal punto di vista naturalistico sono tutelate le seguenti aree:
- Area di conservazione dell'Annapurna
- Parco nazionale reale di Bardia
- Parco nazionale reale di Chitwan
- Riserva di caccia di Dhorpatan
- Area di conservazione del Kanchenjunga
- Parco nazionale di Khaptad (Baba)
- Riserva faunistica di Koshi Tappu
- Parco nazionale ed Area di Conservazione del Makalu-Barun
- Parco nazionale del Langtang
- Area di conservazione del Manasalu
- Area di conservazione del Regno del Mustang
- Riserva faunistica di Parsa
- Parco nazionale di Rara
- Riserva faunistica reale di Suklaphanta
- Parco nazionale di Sagarmatha (Everest)
- Parco nazionale di Shey-Phoksundo

## Cultura
Motto nazionale: जननी जन्मभूमिष्च स्वर्गादपि गरियसि - Jananī Janmabhūmiṣca Svargādapi Gariyasi (Madre e Madrepatria valgono più del Regno dei Cieli).
La cultura nepalese può risultare, a seconda del gruppo etnico considerato, assai simile alla cultura indiana o tibetana. Le affinità si possono notare nell'abbigliamento, nel cibo e nella lingua. La cultura tradizionale trova inoltre espressione nella danza e nella musica, in particolar modo durante le festività religiose.
Il calendario ufficiale è il Vikram Samvat, in anticipo di 56,7 anni rispetto al calendario gregoriano.

### Media
L'emittente radiofonica pubblica Radio Nepal, fondata nel 1951, trasmette in modulazione di frequenza, onde medie ed onde corte. Vi sono inoltre decine di stazioni radio private, molte delle quali trasmettono solo localmente.
La televisione è stata introdotta nel 1980 e attualmente vi sono sei canali: due gestiti dal trasmettitore pubblico Nepāla ṭelibhijana (NTV 1 e NTV 2 Metro) e quattro privati (Kantipur Television, Image Channel, Channel Nepal e Nepal 1).

### Arte

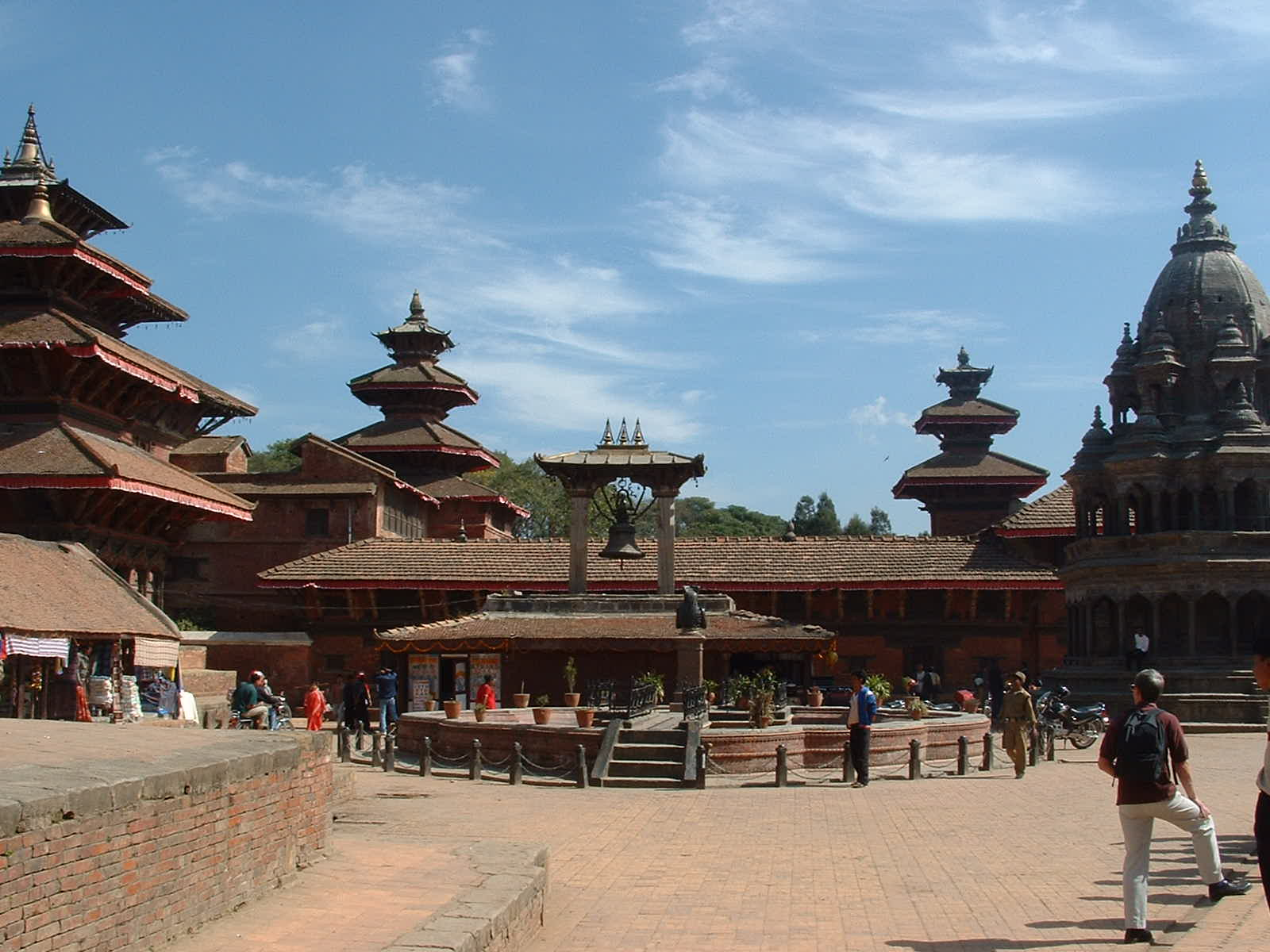
Il centro storico di Patan

Le prime testimonianze artistiche Nepalesi risalgono all'epoca dei Lichhavi (secoli IV-VI d.C.) ma la maggior parte delle vestigia della valle di Katmandu risale al periodo Malla (secoli XIV-XVIII d.C.), e i centri storici di Katmandu, Patan e Bhaktapur sono buoni esempi della corrente artistica di quel periodo.
Generalmente le figure di stile Nevari risultano flessuose, floreali, tondeggianti e quasi "barocche" secondo l'occhio europeo. Esse sono rigidamente codificate e trovano le loro lontane radici nello stile Gupta indiano.

#### Architettura
Una particolarità architettonica del Nepal è la pagoda, struttura che è anche comune a molti paesi dell'Asia orientale come Cina o Giappone anche se in forme diverse. Secondo la tradizione, si tramanda che il suo inventore fu l'architetto nepalese Araniko, vissuto nel XIII secolo, e che la sua arte fu poi esportata con fortuna in gran parte dell'estremo Oriente.

#### Patrimoni dell'umanità
I siti di interesse culturale o naturale protetti dall'UNESCO sono:
- Dal 1979-2006 - Valle di Katmandu
- Dal 1979 - Parco nazionale di Sagarmatha
- Dal 1984 - Parco nazionale di Chitwan
- Dal 1997..-Lumbini, il luogo natale di Buddha

### Filosofia

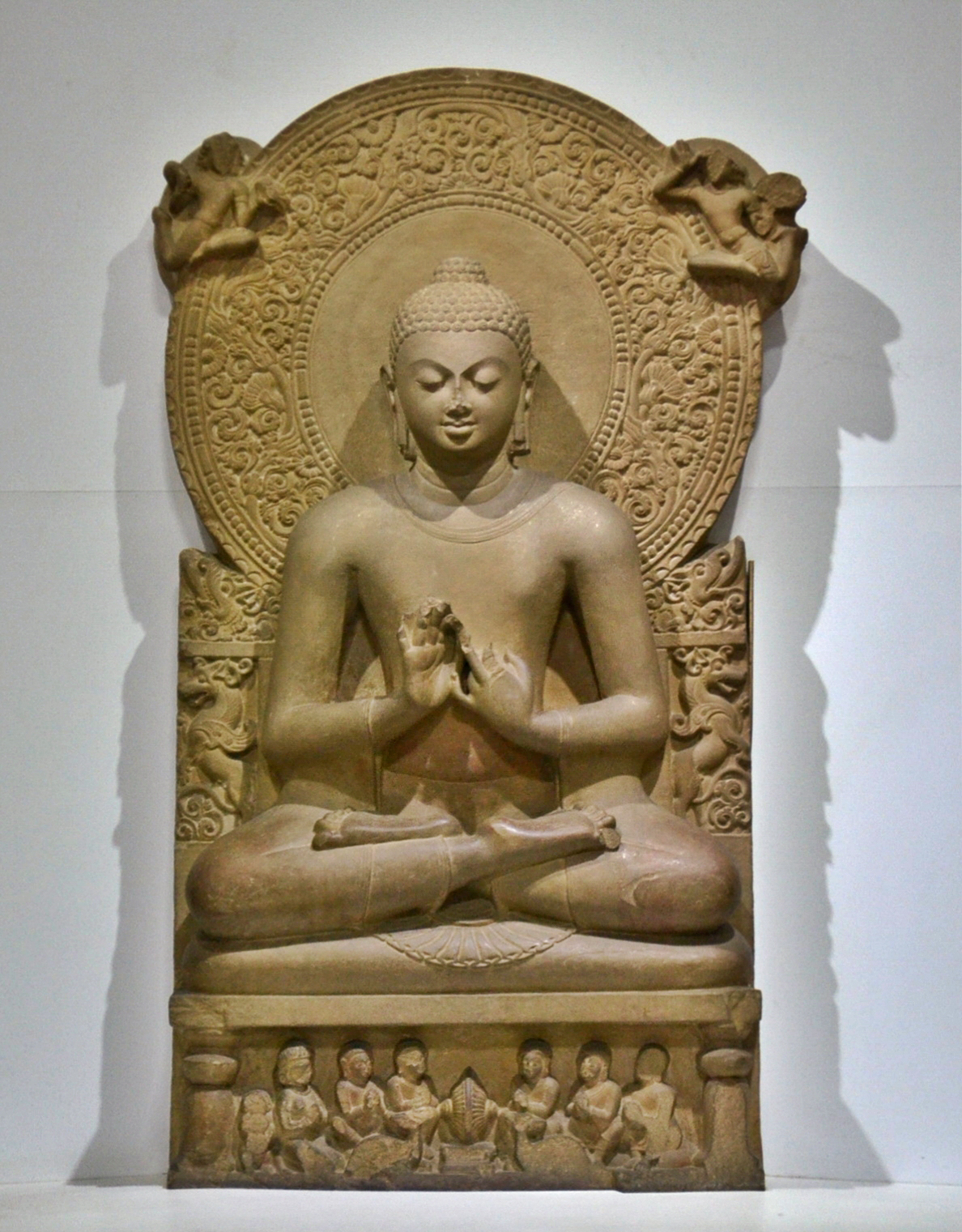
Statua di Gautama Buddha, Sarnath.

Nacque proprio in Nepal, a Lumbini, l'8 aprile 566 a.C., Gautama Buddha, monaco e filosofo, fondatore del buddismo.

### Produzione letteraria

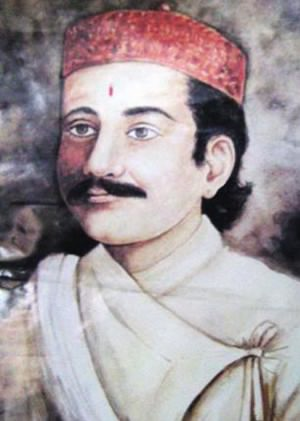
Bhanubhakta Acharya.

Bhanubhakta Acharya è considerato il più antico poeta che scrisse in lingua nepalese. La produzione letteraria nepalese del xx secolo si afferma con autori come Bishweshwar Prasad Koirala e Manjushree Thapa, autrice di romanzi aventi come tema lo sfondo sociale e politico nepalese.

### Musica
In campo musicale tra le cantanti che si sono distinte nel corso del XXI secolo ricordiamo Sashi Rawal e, tra le altre cantanti, Ani Choying Drolma.

### Cinema
Nel 1999 un film nepalese è stato candidato per l'Oscar al miglior film straniero: si tratta di Himalaya - L'infanzia di un capo diretto da Éric Valli e il cui ruolo di leader della comunità degli anziani è interpretato dall'attore nepalese di etnia tibetana Thinle Lhondup. Un altro film noto è Shambhala del regista nepalese Min Bahadur Bham, film in concorso per l'Orso d'oro al Festival di Berlino 2024.

### Nepal nello spazio
- 17 aprile 2019: viene lanciato NepaliSat-1, il primo satellite del Nepal.[32]

## Tradizioni

### Festività nazionale
29 maggio: गणतन्त्र दिन: Ganatantra Diwas: Anniversario della istituzione della Repubblica Nepalese, nel 2008

### Altre festività
Le festività nepalesi sono legate perlopiù alle religioni indù e buddhista: di seguito ve ne sono alcune fra le più significative, tenendo conto che l'anno nepalese (calendario Vikram Samvat) inizia verso la metà di aprile.
- Prithvi Jayanti: si celebra il compleanno di Prithvi Narayan Shah, primo re del Nepal unificato, nel 1768
- Biskhat Jatra: si celebra l'anno nuovo con processioni e riti sacri.
- Rato Machhendranath: festa che si svolge a Patan in onore di Machhendranath "rosso"; si prega affinché il dio porti un monsone copioso e raccolti abbondanti.
- Buddha Jayanti: anniversario della nascita del Buddha, fine maggio.
- Naga Panchami: festività dedicata ai Nāga, le potenze sotterranee con aspetto di serpente.
- Janai Purnima (o Raksha Bandhan): i bramini sostituiscono il loro cordone sacro e la gente comune indossa al polso una fascia gialla che scaccia la sfortuna.
- Gai Jatra: si celebra poco dopo la metà di agosto.
- Krishna Jayanti: anniversario della nascita di Krishna, fine agosto.
- Teej: si celebra ad inizio settembre, coinvolge perlopiù le donne, che si recano in processione ai templi.
- Indra Jatra: metà settembre. È la fine della stagione delle piogge, e si ringrazia il dio Indra per la sua munificenza. In questa occasione viene innalzato il grande palo in Durbar Square a Katmandu, e la Kumari (manifestazione divina in terra) benedice il capo dello Stato.
- Dasain: La festa dura in totale quindici giorni ad inizio ottobre. Il giorno d'inizio è chiamato Ghatasthapana, e nei primi nove (nava ratri) si venerano vari aspetti terrifici della Grande Dea. Le celebrazioni trovano il culmine nei tre giorni dopo il sesto (Fulpati, Maha Astami e Navami): la notte tra questi ultimi due è Kala Ratri (notte nera), durante la quale inizia il rito dei sacrifici animali.
- Tihar: seconda metà di ottobre. Durante Dipavali, il terzo giorno della festa, i templi e le case vengono illuminati degnamente in attesa della venuta di Lakshmi, dea della fortuna e dell'abbondanza. Gai Puja è il quarto giorno, inizio del nuovo anno secondo il calendario Nevari (Nepal Sambat). Bhai Tika è il quinto, durante il quale avviene la cerimonia del Tika (il punto sacro sulla fronte).
- Chaitra Dasain: "piccolo" Dasain, fine marzo.
- Syeto Machhendranath: festa che si svolge a Katmandu in onore di Machhendranath "bianco".

## Gastronomia
La cucina nepalese varia in base ad ogni etnia, che conserva le proprie tradizioni culinarie. Alcuni cibi che vengono consumati indifferentemente a livello nazionale, come il dal bhat (lenticchie e riso), spesso accompagnato dalla verdura a vapore (tarkari). È diffuso il consumo di carne di bufalo e di volatili da cortile, anche se gli indù e i buddhisti osservanti sono tendenzialmente vegetariani.
La bevanda per eccellenza è il tè (चाय cāya, pron. It.:"ciai"): in Nepal si beve frequentemente quello di produzione nazionale, molto fermentato e seccato in piccoli grani. Si consuma anche il latte, base per la produzione del lassi (bevanda rinfrescante) e dello yogurt.
Nelle zone himalayane prevale invece la cucina tibetana, ovvero tsampa (farina d'orzo impastata con tè o acqua), momo (ravioli di farina d'orzo ripieni di carne, patate o verdura) e chaang (birra d'orzo).

## Sport
Nel 2017, in virtù del poco spazio e dell'esiguo costo dell'attrezzatura necessaria, la pallavolo è stata dichiarata sport nazionale soppiantando gli sport tradizionali del dandi biyo e del kabaddi ancora diffusi nelle aree rurali.
Diffusi anche il cricket e il calcio di cui è organizzato anche un campionato nazionale, la nazionale di calcio del Nepal, partecipa regolarmente alla Coppa della Federazione calcistica dell'Asia meridionale senza ottenere però grandi risultati. Per contro la nazionale di cricket ottiene sempre ottimi piazzamenti nelle competizioni dell'International Cricket Council. Il Nepal ha vinto diverse medaglie nelle arti marziali e nell'atletica leggera nei Giochi dell'Asia meridionale e alcune nei Giochi asiatici. Non ha mai vinto una medaglia olimpica.
L'unico stadio internazionale è la struttura polifunzionale Dasharath Rangasala a Katmandu che dopo la ristrutturazione in seguito ai danni del terremoto del 2015 ha una capienza di 15.000 spettatori e ospita le partite delle squadre nazionali maschili e femminili. Le competizioni di cricket si svolgono invece presso il Tribhuvan University International Cricket Ground nella città di Kirtipur, poco distante da Katmandu. Nel 2018, al decimo World Bodybuilding and Physique Championship, Maheshwar Maharjan prende la medaglia d'oro.

### La prima scalata dell'Everest

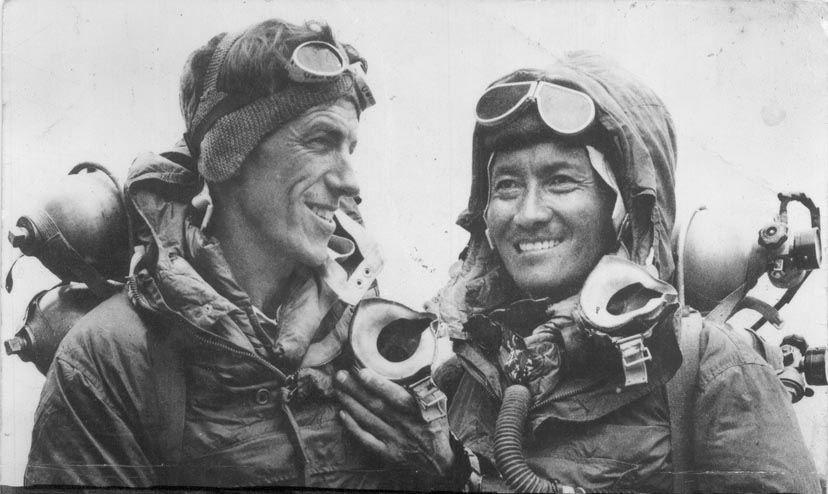
Edmund Hillary e Tenzing Norgay.

Il 29 maggio 1953 per il Nepal è una data memorabile: l'alpinista neozelandese Edmund Hillary assieme allo sherpa nepalese Tenzing Norgay riuscirono a raggiungere per primi la vetta del monte Everest, la montagna più alta del mondo: dopo questa impresa, tra l'altro, Tenzing Norgay venne celebrato in Nepal con glorie e onori. La prima donna nepalese a raggiungere la vetta del Monte Everest fu Pasang Lhamu Sherpa.